# Nationalschätze Japans
|  |  |  |

|  |  |  |

Eine Auswahl der Nationalschätze Japans
Die Nationalschätze Japans (japanisch 国宝 Kokuhō) sind die kostbarsten „materiellen Kulturgüter“ Japans. Die Einstufung als „materielles Kulturgut“ erfolgt durch das „Amt für kulturelle Angelegenheiten“ (文化庁 Bunka-chō), einer Unterabteilung des Ministeriums für Bildung, Kultur, Sport, Wissenschaft und Technologie, die Ernennung zum Nationalschatz nimmt der Minister für Bildung vor. Als materielles Kulturgut gilt ein Kulturgut, das einen besonderen historischen oder künstlerischen Wert besitzt und das entweder als Bauwerk oder Gebäude oder als Kunstgegenstand oder Handwerkskunst klassifiziert werden kann. Die Einteilung erfolgt anhand der Vorschriften des „Gesetzes zum Schutze materieller Kulturgüter“ (文化財保護法, Bunkazai hōgohō) (besonders § 2 Abs. 2) und anhand der Verordnungen der Gebietskörperschaften (地方公共団体 Chihōkōkyōdantai). Das Gesetz unterscheidet zwischen „materiellen“ und „immateriellen“ (wörtlich: formlosen) Kulturschätzen, die nicht Gegenstand dieses Artikels sind. Ein materielles Kulturgut muss ein Beispiel außerordentlicher kunsthandwerklicher Leistungen und bedeutsam für die Kulturgeschichte oder Wissenschaft sein.
Etwa 20 % der materiellen Kulturschätze Japans sind Bauwerke, wie Burgen, buddhistische Tempel, Shintō-Schreine oder Residenzen. Bei den restlichen 80 % handelt es sich um Gemälde, Rollbilder, Sutren, Skulpturen aus Holz, Bronze, Lack oder Stein, um Kunsthandwerk, wie Tonwaren, Lackschnitzereien, Metallwaren, wie japanische Schwerter, Textilien und historische wie archäologische Materialien. Zu den Kulturschätzen gehören Gegenstände von der antiken Frühzeit bis zum Beginn der japanischen Moderne (Meiji-Zeit).
Japan verfügt über ein umfassendes System von Verordnungen zum Schutz, Erhalt und zur Einordnung seines kulturellen Erbes. Die Maßnahmen zum Schutz ausgewiesener Kulturgüter umfassen Einschränkungen der Veränderungsmöglichkeiten, der Überführung und der Ausfuhr, aber auch finanzielle Unterstützung und Steuerentlastungen. Das Amt für kulturelle Angelegenheiten unterstützt die Eigentümer in Fragen der Restaurierung, der Verwaltung und der öffentlichen Ausstellung. Diese Bemühungen werden ergänzt durch Rechtsvorschriften, die die Umgebung eines Bauwerks schützen und die seit einiger Zeit auch die notwendigen Restaurierungstechniken umfassen.
Die meisten Nationalschätze befinden sich in der Kansai-Region, dem alten kulturellen Zentrum Japans, etwa ein Fünftel in Kyōto. Kunstgegenstände oder Kunsthandwerk sind größtenteils in privatem Besitz oder werden in Museen, wie dem Nationalmuseum Tokio oder dem Nationalmuseum Kyōto aufbewahrt. Religiöse Gegenstände hingegen werden meist in Tempeln, Schreinen oder angegliederten Museen und Schatzkammern aufbewahrt.

## Geschichte

### Anfänge des Schutzes von Kulturgütern

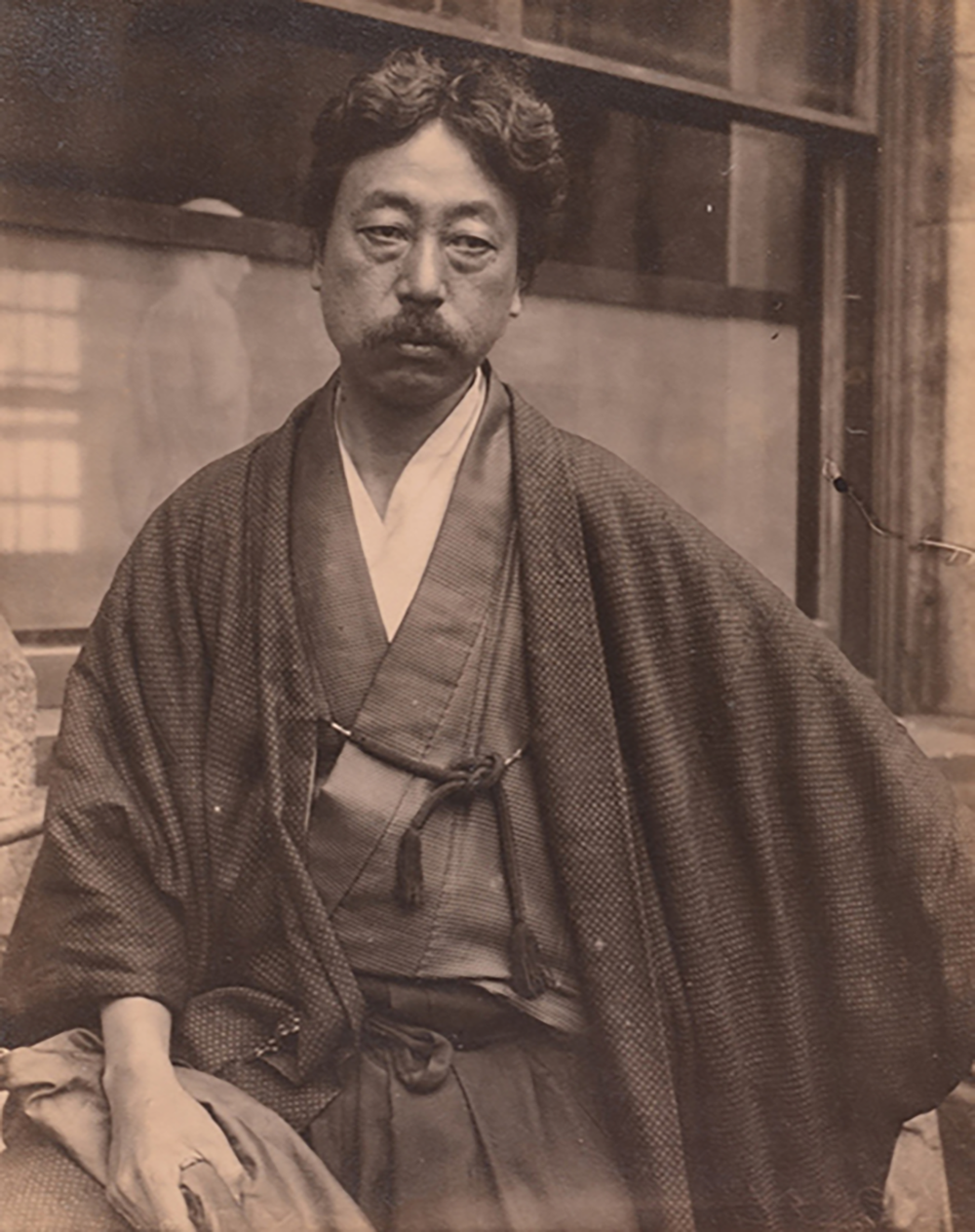
Okakura Kakuzō

Ursprünglich befanden sich die Kulturgüter im Besitz von buddhistischen Tempeln, von Shintō-Schreinen oder von Adels- oder Samurai-Familien. Die Feudalzeit endete unvermittelt 1867/68, als die Edo-Zeit in die Meiji-Restauration mündete. Im Verlauf der, zu Beginn der Meiji-Zeit, folgenden Bewegung „Beseitigt die Buddhas, zerstört die buddhistischen Schriften“ (廃仏毀釈 Haibutsu kishaku), ausgelöst durch die Trennung von Shintō und Buddhismus (Shinbutsu Bunri) und durch eine antibuddhistische Bewegung, wurden viele buddhistische Bau- und Kunstwerke zerstört.
1871 beschlagnahmte die Regierung, sinnbildhaft für die herrschende Elite, den Landbesitz von Tempeln. Besitztümer der Feudalherren wurden enteignet, historische Burgen und Wohnsitze zerstört und schätzungsweise 18.000 Tempel wurden geschlossen. In dieser Zeit nahmen zudem der Beginn der Industrialisierung und die Hinwendung zum Westen nachteilig Einfluss auf das kulturelle Erbe Japans: Buddhistische wie shintoistische Einrichtungen verarmten, Tempel verfielen und wertvolle Kulturgüter wurden exportiert.
1871 erließ das Daijō-kan eine Anordnung, die auf Empfehlungen der Universitäten basierte, zum Schutze japanischer Antiquitäten, betreffend die „Möglichkeiten des Erhalts altertümlicher Artefakte“ (古器旧物保存方 Koki kyūbutsu hozonkata). Diese Anordnung bestimmte, dass Präfekturen, Tempel und Schreine Listen wichtiger Bau- und Kunstwerke anzufertigen haben. Diese Anstrengungen blieben jedoch erfolglos angesichts der radikalen Verwestlichung. 1880 bewilligte die Regierung Geldmittel zum Erhalt altertümlicher Tempel und Schreine. In den folgenden 14 Jahren, bis 1894 erhielten 539 Tempel und Schreine staatliche Fördermittel für Reparaturen und Wiederaufbaumaßnahmen. So wurden in dieser Zeit beispielsweise die fünfstöckige Pagode des Daigo-ji (Kyōto), die Haupthalle des Tōshōdai-ji (Nara) und die Haupthalle des Kiyomizu-dera (Kyōto) ausgebessert. Eine Umfrage unter der Federführung von Okakura Kakuzō und Ernest Fenollosa zwischen 1888 und 1897 sah vor 210.000 Objekte mit künstlerischem oder historischem Wert zu bewerten und zu katalogisieren.

### Gesetz zum Erhalt alter Schreine und Tempel

Erste der vier Bildrollen „Chōjū-jinbutsu-giga“ im Kōzan-ji, Kyōto

Am 10. Juni 1897 wurde mit dem „Gesetz zum Erhalt alter Schreine und Tempel“ (古社寺保存法 Koshaji Hozonhō, d. i. Gesetz 49) erstmals ein Gesetz erlassen, das gezielt den Erhalt historischer Kunst und Architektur in Japan festschrieb. Abgefasst unter der Leitung des Architekten und Architekturhistorikers Itō Chūta begründete das Gesetz in 20 Artikeln die staatliche Finanzierung für den Erhalt von Gebäuden und die Restaurierung von Kunstwerken. Das Gesetz wurde auf Architektur und Kunstgegenstände angewendet, die zu Bauwerken gehörten, unter der Bedingung, dass historische Einmaligkeit und eine außerordentliche Qualität nachgewiesen sind (Artikel 2). Anträge auf finanzielle Unterstützung waren beim Ministerium für Innere Angelegenheiten und Kommunikation einzureichen (Artikel 1), während die Verantwortung für den Erhalt und die Restaurierung den örtlichen Sachbearbeitern oblag. Restaurierungsarbeiten wurden unmittelbar aus dem Staatshaushalt finanziert (Artikel 3).
Im Dezember 1897 wurde zudem ein zweites Gesetz erlassen, das ergänzende Bestimmungen enthielt, um Kunstwerke, die sich im Besitz von Tempeln oder Schreinen befinden als „Nationalschätze“ (国宝 Kokuhō) und um Architektur, die religiösen Zwecken dient, als „besonders geschützte Bauten“ (特別保護建造物 tokubetsu hogo kenzōbutsu) zu kennzeichnen. Neben den Hauptmerkmalen der „künstlerischen Schaffenshöhe“ und dem „Wert als geschichtliche Quelle nebst der Möglichkeit die Geschichte zu verbinden“ spielte auch das Alter eine Rolle. Die Ernennung von Kunstwerken konnte in den folgenden Kategorien erfolgen: Gemälde, Skulptur, Kalligrafie, Bücher und Handwerkskunst. Schwerter kamen erst zu einem späteren Zeitpunkt hinzu. Das Gesetz war beschränkt auf Gegenstände, die sich im Besitz religiöser Einrichtungen befanden, während Gegenstände in Privatbesitz durch das Gesetz nicht geschützt wurden. Die Geldmittel zur Restaurierung von Kunst- und Bauwerken wurden von 20.000 Yen auf 150.000 Yen erhöht. Zudem wurden Bußgelder für die Zerstörung kultureller Besitztümer festgesetzt. Eigentümer wurden aufgefordert einmal ernannte Gegenstände in den neu geschaffenen Museen registrieren zu lassen, damit die Museen im Falle eines Verkaufs die Möglichkeit zum Ankauf der Stücke erhielten. Durch das neue Gesetz wurden anfangs 44 Tempel und Schreine und 155 Relikte benannt, darunter auch die Haupthalle des Hōryū-ji.
Die Gesetze von 1897 sind die Grundlage für die heutigen Denkmalschutzbestimmungen. Zum Zeitpunkt, da sie erlassen wurden, hatten lediglich England, Frankreich, Griechenland und vier weitere europäische Staaten vergleichbare Gesetze. Ein unmittelbares Ergebnis dieser Gesetze war die Restaurierung der Haupthalle des Tōdai-ji, die 1906 begann und 1913 abgeschlossen wurde. Ein Jahr danach, 1914, wurde die Verwaltung des Kulturbesitzes vom Ministerium für Innere Angelegenheiten und Kommunikation an das Ministerium für Bildung, Kultur, Sport, Wissenschaft und Technologie übergeben.

### Ausweitung des Schutzes von Kulturgütern
Die Modernisierung veränderte zu Beginn des 20. Jahrhunderts die japanische Landschaft und stellte eine Bedrohung für Bau- und Naturdenkmale dar. Namhafte Mitglieder von Gesellschaften wie der „Imperial Ancient Sites Survey Society“ („Gesellschaft zur Begutachtung kaiserlicher Denkmale“) oder auch der „Society for the Investigation and Preservation of Historic Sites and Aged Trees“ („Gesellschaft zur Ermittlung und zum Erhalt historischer Stätten und alter Bäume“) unterstützten und erwirkten einen Beschluss über Schutzmaßnahmen im japanischen Oberhaus (Kizokuin).
Schlussendlich führten diese Bemühungen 1919 zum Erlass des „Gesetzes zum Erhalt historischer Stätten, von Landschaftsschönheiten und Naturdenkmalen“ (史蹟名勝天然紀念物保存法 Shiseki meishō enrenkinenbutsu hozonhō), das solche Güter in der gleichen Weise wie Tempel, Schreine und Kunstwerke schützte und katalogisierte.
1929 waren bereits 1100 Kulturgüter durch das „Gesetz zum Erhalt alter Schreine und Tempel“ als schützenswert deklariert. Beim größten Teil dieser Güter handelte es sich um religiöse Bauwerke aus dem 7. bis 17. Jahrhundert. Annähernd 500 Gebäude waren mit ca. 90 % der staatlichen Geldmittel umfangreich restauriert worden. Für die Restaurierungsarbeiten, die in der Meiji-Zeit durchgeführt worden waren, wurden meist neue Techniken und Materialien verwendet.

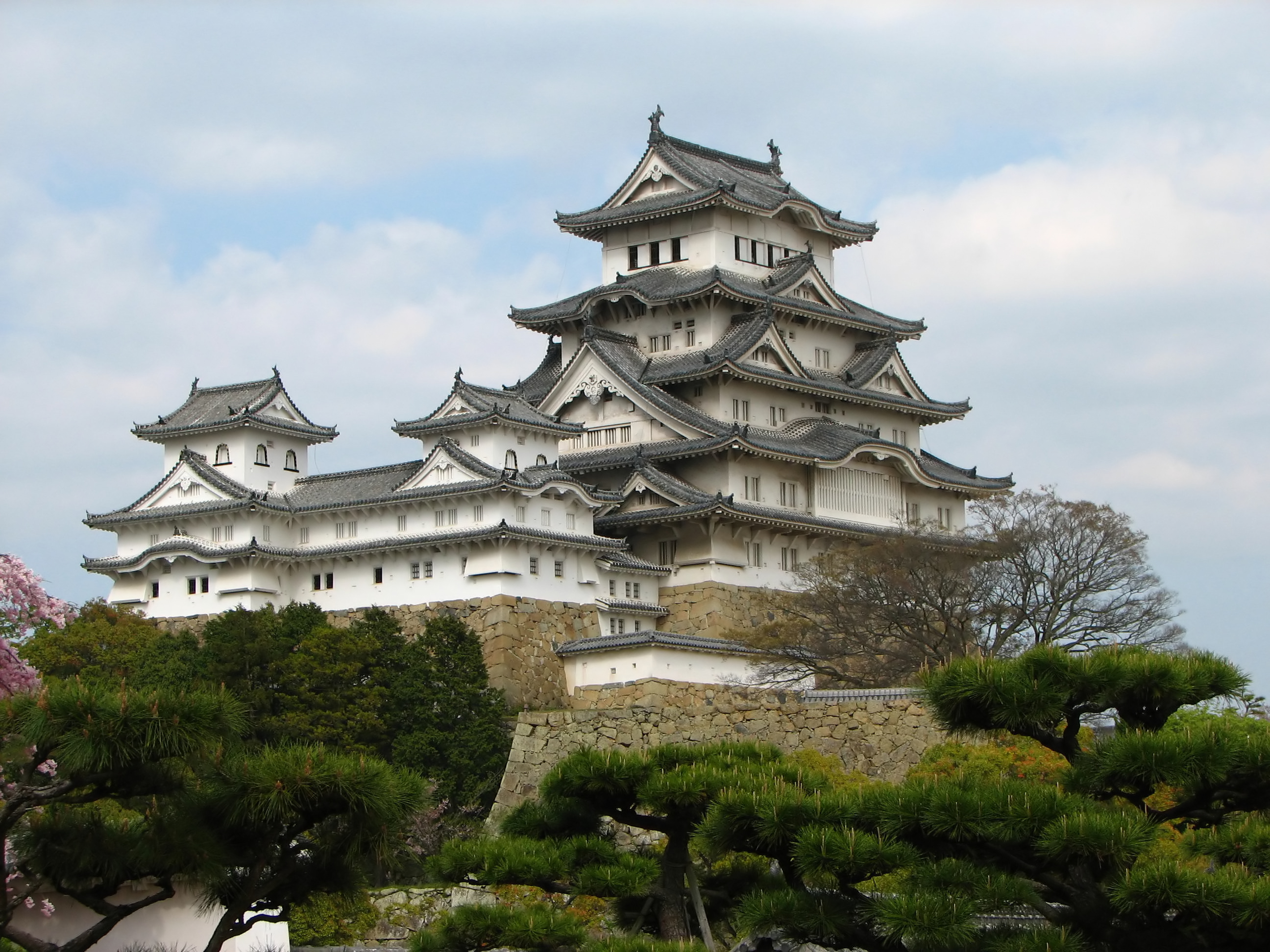
Die Burg Himeji wurde 1931 ein Nationalschatz.

Am 1. Juli 1929 wurde dann das Gesetz zum Erhalt von Nationalschätzen (国宝保存法 Kokuhō hozonhō) erlassen. Dieses Gesetz ersetzte die beiden Gesetze von 1897 und erweiterte den Schutz auf Nationalschätze, die sich im Besitz öffentlicher und privater Einrichtungen sowie im Privatbesitz Einzelner befanden, in dem Bestreben die Ausfuhr oder die Demontage von Kulturgütern zu verhindern. Der Schwerpunkt des Schutzes lag nicht nur auf religiösen Bauwerken, sondern auch auf Burgen, Teehäusern, Wohnsitzen und neuen religiösen Gebäuden. Viele Bauwerke waren mit der Meiji-Restauration und dem Ende der Feudalzeit in Privatbesitz übergegangen. Zwei der zuletzt zum Nationalschatz erklärten Wohngebäude waren die Yoshimura-Residenz in Osaka (1937) und die Ogawa-Residenz in Kyōto (1944). Das neue Gesetz erlaubte nur mit behördlicher Genehmigung den späteren Umbau einmal ernannter Nationalschätze.
Die Restaurierung des Eingangstores (Nandaimon) im Tempel Tōdai-ji 1930 erfolgte derweil nach verbesserten Standards: ein Architekt überwachte die Arbeiten vor Ort. Ausführliche Berichte über die Restaurierung, die Pläne, Ergebnisse, Gutachten, Geschichtsquellen und eine Dokumentation der durchgeführten Arbeiten beinhalteten, wurden von nun an die Regel. In den 1930er Jahren wurden etwa 70 bis 75 % der Restaurierungskosten aus dem Staatshaushalt finanziert.
Zu Beginn der 1930er Jahre litt auch Japan unter der Weltwirtschaftskrise. Um zu verhindern, dass Kunstgegenstände, die noch nicht zum Nationalschatz ernannt worden waren, aufgrund der wirtschaftlichen Krise exportiert werden, erließ man im April 1933 ein „Gesetz zum Erhalt wichtiger Kunstgegenstände“ (重要美術品等ノ保存ニ関スル法律 Jūyō bijutsuhin tōno hozon ni kansuru hōritsu). Dieses Gesetz ermöglichte ein vereinfachtes Ernennungsverfahren zum einstweiligen Schutz, auch gegen den Export. Etwa 8000 Objekte wurden durch dieses Gesetz geschützt. Bis 1939 waren neun Kategorien (Gemälde, Skulpturen, Architektur, Dokumente, Bücher, Kalligrafie, Schwerter, Kunsthandwerk und archäologische Quellen) mit 8282 Kulturgütern zu Nationalschätzen erklärt worden, deren Ausfuhr verboten war.
Während des Zweiten Weltkriegs wurden viele Gebäude, die zum Nationalschatz ernannt worden waren, getarnt und durch Wassertanks und Brandmauern geschützt. Dennoch wurden in den letzten Kriegsmonaten 206 dieser Gebäude, darunter auch die Burg Hiroshima, zerstört. Der buddhistische Text Tōdaiji Fujumonkō, 1938 als Nationalschatz deklariert, verbrannte 1945 infolge der Kriegseinwirkungen.

### Das Kulturgutschutzgesetz von 1950

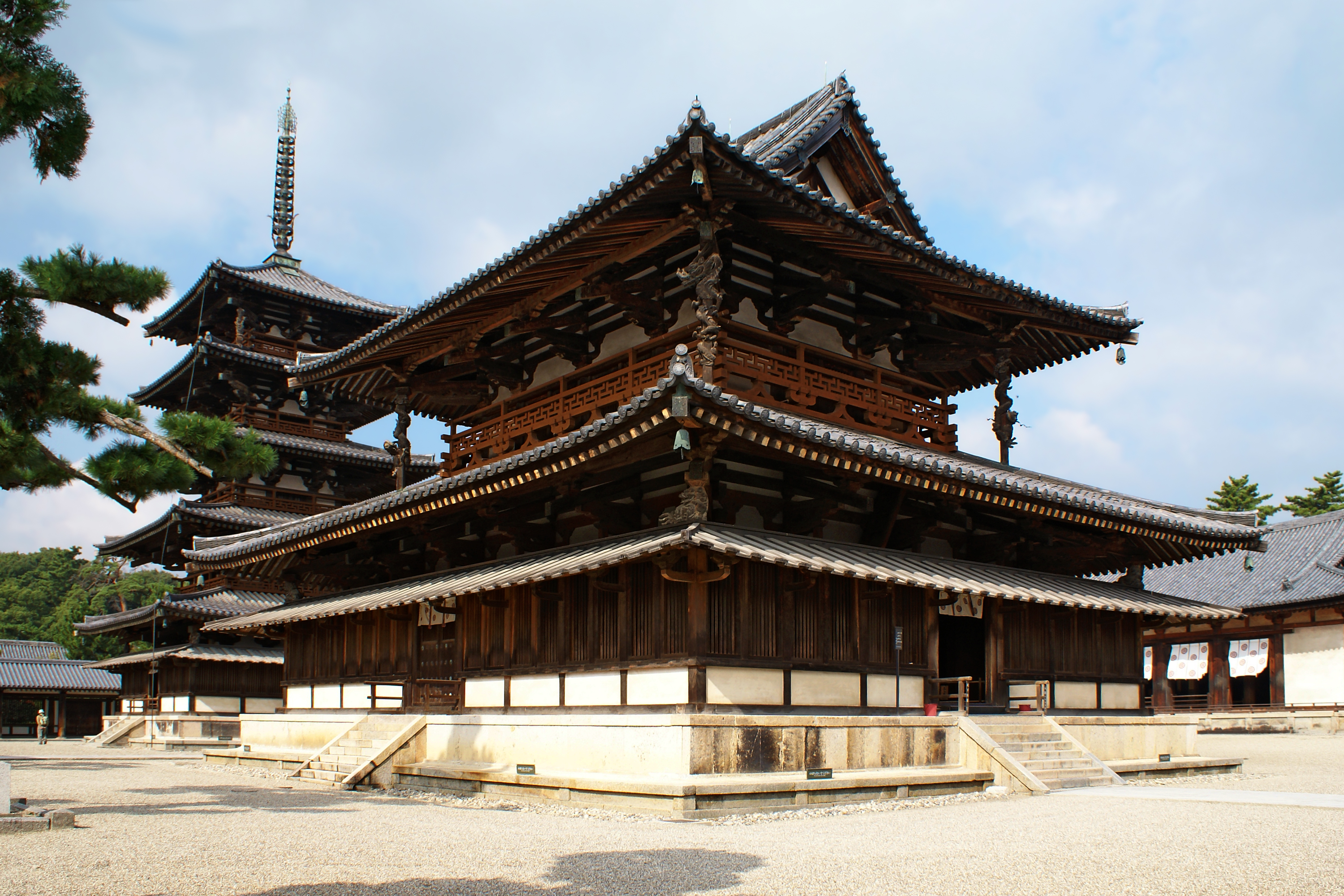
Haupthalle (Kondō, vorn) und fünfstöckige Pagode des Hōryū-ji, zwei der ältesten Holzkonstruktion von ca. 700

Das „Kulturgutschutzgesetz“ (文化財保護法 Bunkazai hogohō) vom 30. Mai 1950, das am 29. August des gleichen Jahres in Kraft trat regelt seitdem umfassend das japanische Denkmalrecht.

### Gegenwärtige Entwicklungen
Seit dem 9. Juni 1951 werden Nationalschätze nach dem Denkmalschutzgesetz ernannt. Dieses Denkmalschutzgesetz, das auch gegenwärtig noch gültiges Recht ist, wurde seither um Erweiterungen und zusätzliche Gesetze ergänzt, die das System zum Erhalt und Schutz umgestalteten und dessen Rahmen auf eine Vielzahl weiterer Kulturgüter ausdehnten.

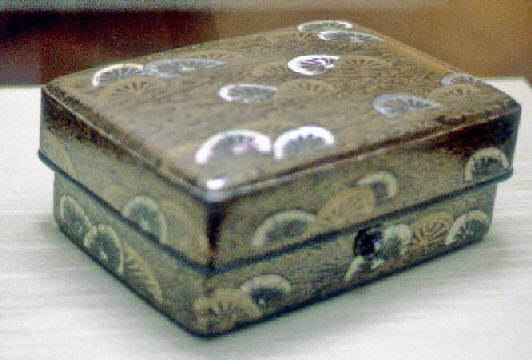
Kleine Schatulle aus der Heian-Zeit mit radförmigen Intarsienarbeiten aus Perlmutt

In den 1960er Jahren wurde der Umfang der geschützten Gebäude auf westliche Architektur ausgeweitet. 1966 wurde das „Gesetz zum Schutze alter Hauptstädte“ erlassen. Es befasste sich vornehmlich mit den alten japanischen Hauptstädten: Kamakura, Heijō-kyō (Nara), Heian-kyō (Kyōto), Asuka-kyō (heute: Asuka, Präfektur Nara), Fujiwara-kyō, Tenri, Sakurai, und Ikaruga, mit Gebieten also, die eine Vielzahl von Nationalschätzen beherbergen. Dieses Gesetz wurde 1975 auf Gebäudeensemble erweitert, die sich nicht in Hauptstädten befanden.
Die zweite bemerkenswerte Änderung im Jahr 1975 war, dass die Regierung den Schutz auch auf die Techniken zur Bewahrung der Kulturgüter ausweitete. Diese Maßnahme war notwendig geworden, da es durch die Industrialisierung an fachkundigen Handwerkskräften mangelte. Zu den geschützten Techniken gehörten beispielsweise das Aufspannen von Bildwerken und Kalligrafien auf Schriftrollen, die Reparatur von Lackarbeiten und Skulpturen aus Holz, die Herstellung von Nō-Masken, Kostümen und Instrumenten.

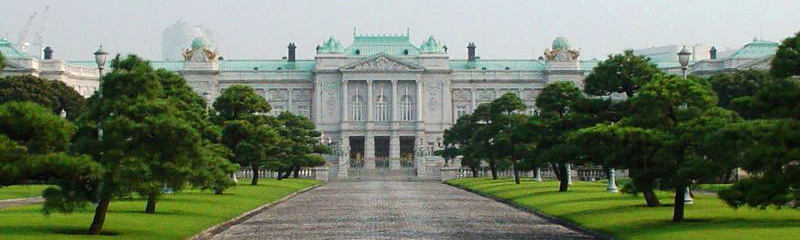
Der Palast Akasaka ist der einzige Nationalschatz in der Kategorie neuzeitlicher Residenzen (von der Meiji-Zeit an).

1996 wurde das zweistufige System aus „Nationalschatz“ und „wichtigem Kulturgut“ um eine neue Stufe: um „registrierte Kulturgüter“ erweitert. Ursprünglich auf Bauwerke beschränkt, fungierte diese neue Einstufung als Warteliste für die Ernennung zum wichtigen Kulturgut. Eine Vielzahl von Bauwerken, hauptsächlich Industriegebäude und historische Residenzen von der späten Edo-Zeit bis zur frühen Shōwa-Zeit wurden in dem neuen System registriert. Die Registrierung bedeutete für den Besitzer im Vergleich zu wichtigen Kulturgütern und Nationalschätzen eine geringere Zahl von Pflichten. Seit dem ausgehenden 20. Jahrhundert hat das Amt für kulturelle Angelegenheiten den Schwerpunkt der Ernennung auf Bauwerke gelegt, die zum einen in unterrepräsentierten Gebieten stehen und zum anderen auf Bauwerke, die zwischen 1869 und 1930 erbaut wurden. Die unzureichende Ausstattung mit notwendigen Baumaterialien und Werkzeugen für die Restaurierungsarbeiten wurde vom Amt bereits erkannt. 1999 wurden Amtsstellen zum Denkmalschutz in den Präfekturen und Städten eingerichtet.
Durch das Tōhoku-Erdbeben 2011 wurden insgesamt 714 Kulturgüter beschädigt.

## Auswahlverfahren

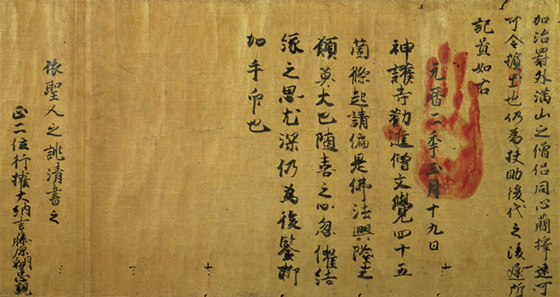
Die 45 Artikel Regeln und Gesetze des Priesters Mongaku

Materielle Kulturgüter mit hohem geschichtlichem, künstlerischem oder wissenschaftlichen Wert werden in einem dreistufigen System verzeichnet. Güter, die erhalten werden sollen und die zugleich noch genutzt werden, sind als „Registrierter Kulturbesitz“ (Registered Cultural Properties) katalogisiert. Wichtige Objekte werden als
„Wichtige Kulturgüter“ (Important Cultural Properties) ausgewiesen.
Wichtige Kulturgüter von außerordentlicher Kunstfertigkeit, besonders hohem kulturgeschichtlichem Wert oder einem außerordentlichen Wert für die Wissenschaft können zum „Nationalschatz“ ernannt werden. Um eine Ernennung zu erreichen, kann der Eigentümer eines wichtigen Kulturgutes das Amt für kulturelle Angelegenheiten kontaktieren oder von diesem selbst kontaktiert werden und Informationen zur Registrierung erhalten. Für den Fall, dass das Amt den Eigentümer kontaktiert, holt es im Voraus die Einwilligung des Eigentümers ein, wenngleich dies rechtlich nicht erforderlich ist. Das Amt setzt sich danach mit dem „Rat für kulturelle Angelegenheiten“ in Verbindung. Diesem Rat gehören fünf Mitglieder an, die vom Minister für Bildung aufgrund ihrer hervorragenden Sicht auf und Kenntnis um die Kultur ausgewählt wurden. Wenn sich diese Mitglieder für eine Nominierung aussprechen, wird der Kulturbesitz auf eine Registrierungsliste gesetzt, der Eigentümer wird von der Entscheidung in Kenntnis gesetzt und es erfolgt eine öffentliche Bekanntgabe in einem Amtsblatt. Die Richtlinie zur Ernennung wird bewusst maßvoll ausgelegt, um die Anzahl des ausgewiesenen Kulturgüter gering zu halten. Gegenwärtig werden zwischen einem und fünf Güter jährlich ernannt.

## Kategorien
Das Amt für kulturelle Angelegenheiten benennt materiellen Kulturbesitz in 13 Kategorien als Nationalschatz abhängig von der Art des Kulturguts. Im Allgemeinen unterscheidet das Amt dabei zwischen Bauwerken und Gebäuden (建造物 Kenzōbutsu) einerseits und Kunstwerken bzw. Kunsthandwerk (美術工芸品 Bijutsu kōgeihin) andererseits. Die Hauptkategorien werden weiterhin in Unterkategorien gegliedert. Die 216 Baudenkmäler sind in sechs Unterkategorien, die 866 Kunstwerke in sieben Unterkategorien unterteilt.

### Burgen

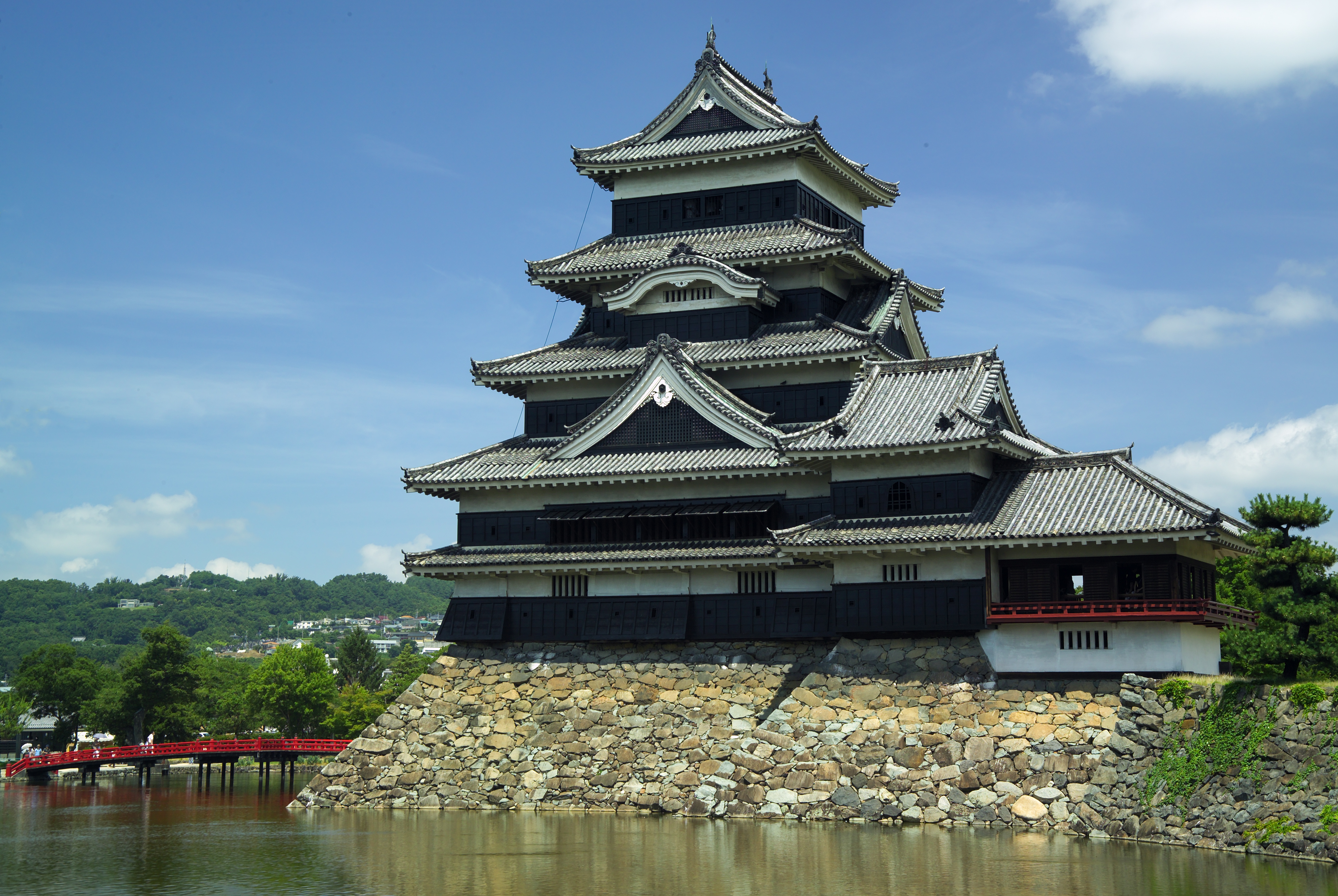
Burg Matsumoto

Die Kategorie Burg (城郭 Jōkaku) umfasst acht Nationalschätze an vier verschiedenen Orten: Himeji-jō, die Burg Matsumoto, die Burg Inuyama und die Burg Hikone, einschließlich 16 Bauwerken, wie Wehrtürme, Türme und Verbindungsgänge. Zum Himeji-jō, der meistbesuchten Burg Japans und Weltkulturerbe, gehören fünf Nationalschätze, zu den übrigen drei je ein Nationalschatz. Diese Bauwerke, die aus der Sengoku-Zeit stammen, stellen den Höhepunkt im Bau japanischer Burgen dar. Aus Holz und auf einem Steinfundament errichtet, handelt es sich um militärische Befestigungen, politische, kulturelle und wirtschaftliche Zentren und zugleich um Residenzen der Daimyō und ihrer Gefolgschaft.

### Neuzeitliche und historische Residenzen

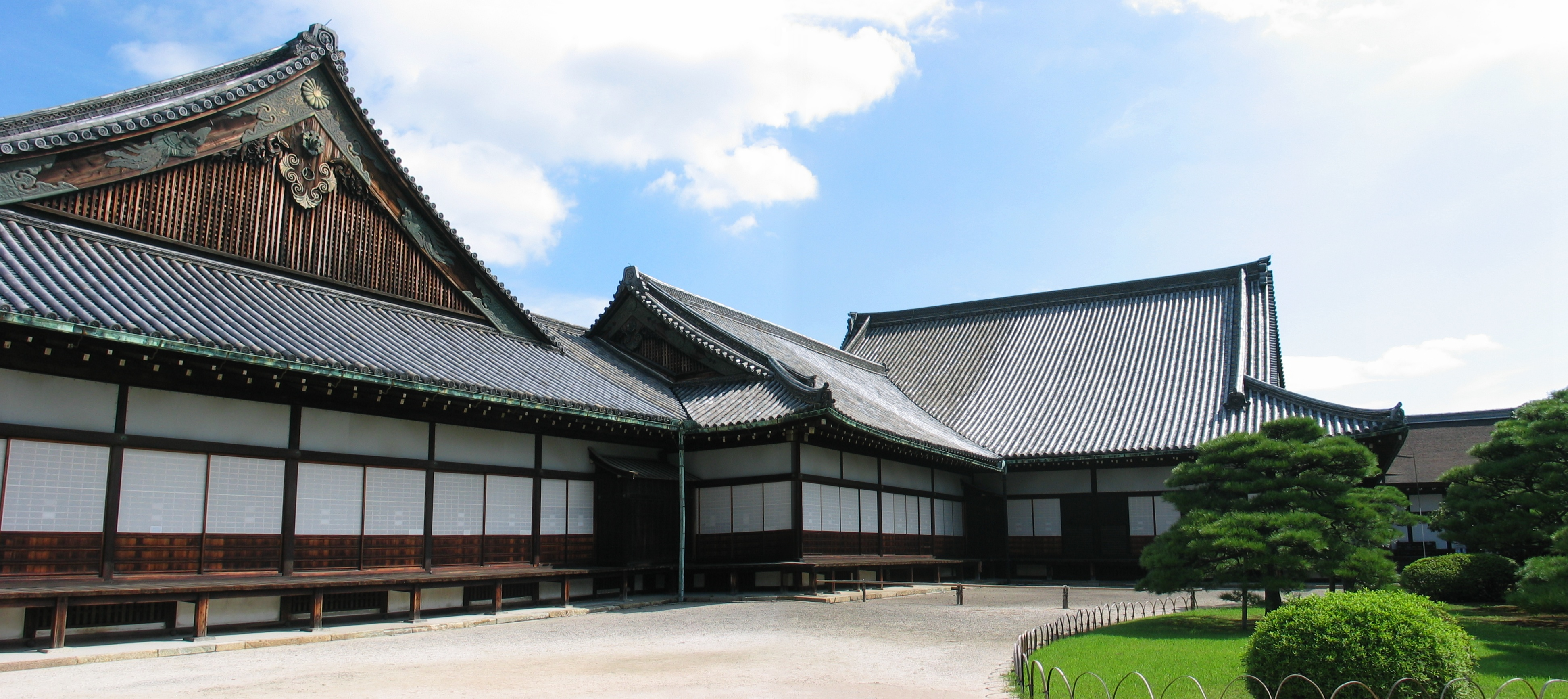
Ninomaru Zitadelle in der Burg Nijō

Residenzen bestehen aus zwei Kategorien: neuzeitliche Wohngebäude (住居, Jūkyo), von der Meiji-Zeit an, und historische Residenzen (住宅, Jūtaku), bis zur Edo-Zeit. Der einzige neuzeitliche Nationalschatz ist die Kaiserliche Residenz Akasaka von 1909. Die Kategorie historischer Residenzen umfasst hingegen 14 Nationalschätze von 1485 bis 1657. Hiervon befinden sich zehn in Kyōto. Zu diesen Bauwerken gehören japanische Teehäuser, Shoin (書院, Studierzimmer) und Empfangsräume.

### Schreine

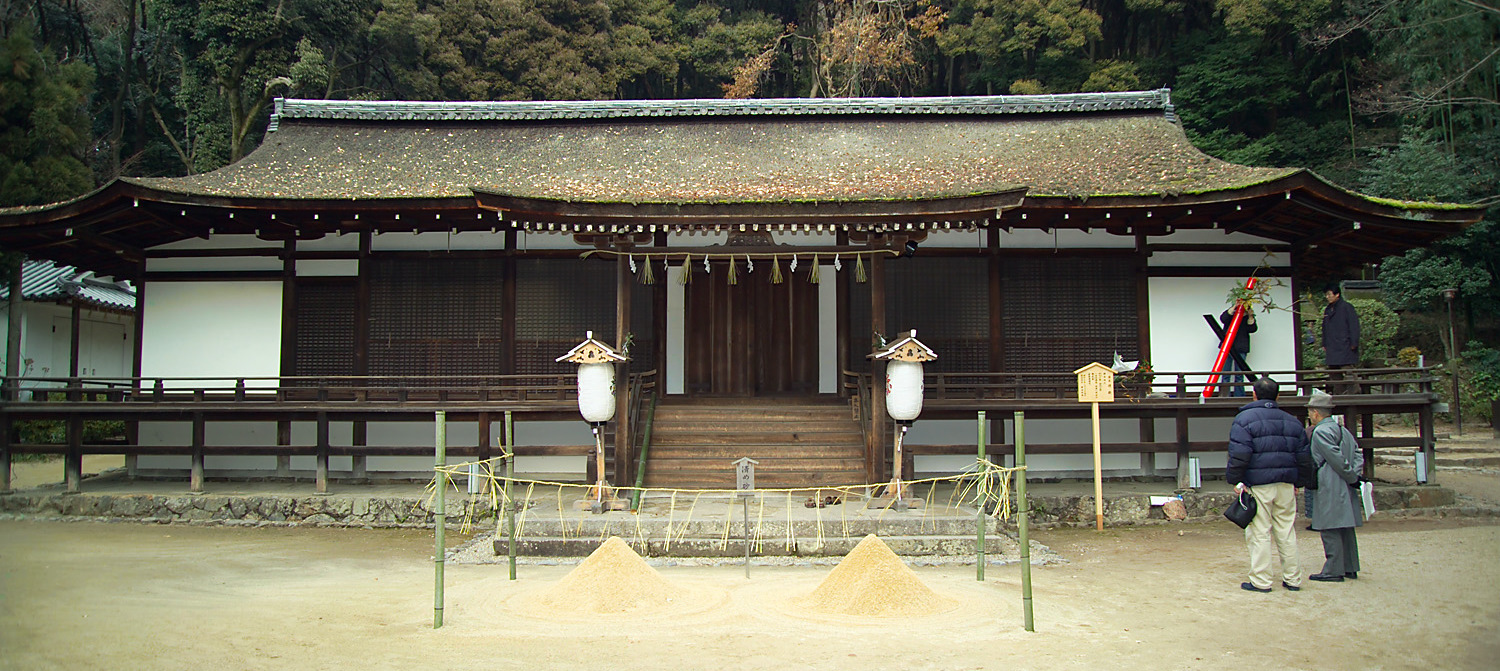
Bethalle im Ujigami-jinja

Zur Kategorie Schreine (神社, Jinja) gehören Nationalschätze, wie Haupthallen (Honden), Oratorien, Tore, Heiden (幣殿, Bereiche für die Opferung) und Haredono (祓殿, Bereiche zur Reinigung). Zurzeit umfasst diese Kategorie 38 Nationalschätze von der späten Heian-Zeit (12. Jahrhundert) bis zur späten Edo-Zeit. Der Tradition des Shikinen sengūsai (式年遷宮祭) folgend wurden die Gebäude unter Beibehaltung des ursprünglichen Aussehens in regelmäßigen Abständen erneuert. Auf diese Weise wurden die alten Baustile durch die Jahrhunderte hindurch bis in die Gegenwart stetig nachgebildet. Das älteste noch erhaltene Schreingebäude ist die Haupthalle des Ujigami-jinja aus dem 12. Jahrhundert. Etwa die Hälfte dieser Nationalschätze befindet sich in den drei Präfekturen der Kansai-Region: in Kyōto, Nara und Shiga. Zudem gehören fünf Nationalschätze zum Nikkō Tōshō-gū.

### Tempel

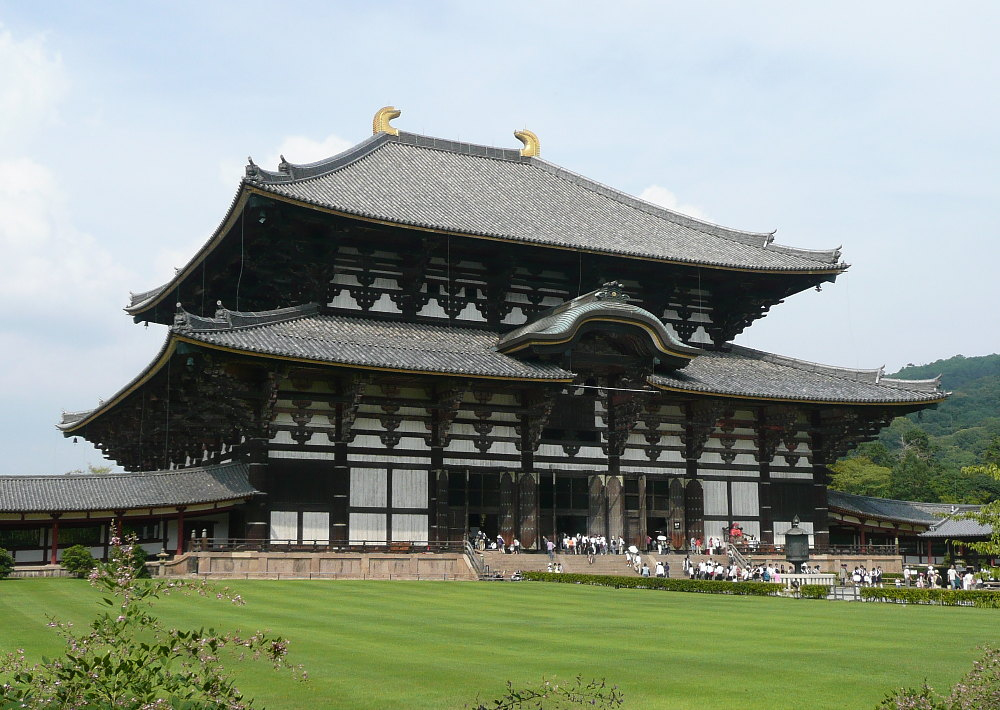
Halle des Großen Buddha (Daibutsuden) im Tōdai-ji

In dieser Kategorie sind Bauwerke versammelt, die zu buddhistischen Tempeln (寺院, Jiin) gehören, wie die Haupthalle, Pagoden, Glockentürme, Gänge u. a. Momentan gehören 152 Nationalschätze zu dieser Kategorie, darunter auch der Hōryū-ji aus dem 6. Jahrhundert und die Halle des Großen Buddha im Tōdai-ji und damit das weltweit älteste und das weltweit größte Holzbauwerk. Zum Hōryū-ji gehört zudem mit 18 Gebäuden, die größte Zahl ausgewiesener Nationalschätze. Die buddhistischen Architektur erstreckt sich über mehr als 1000 Jahre, von der Asuka-Zeit (6. Jh.) bis zur Edo-Zeit (im 19. Jh.). Mehr als Dreiviertel dieses Kulturbesitzes befindet sich in der Kansai-Region, davon 60 Tempel in der Präfektur Nara und 29 in der Präfektur Kyōto.

### Sonstige Bauwerke

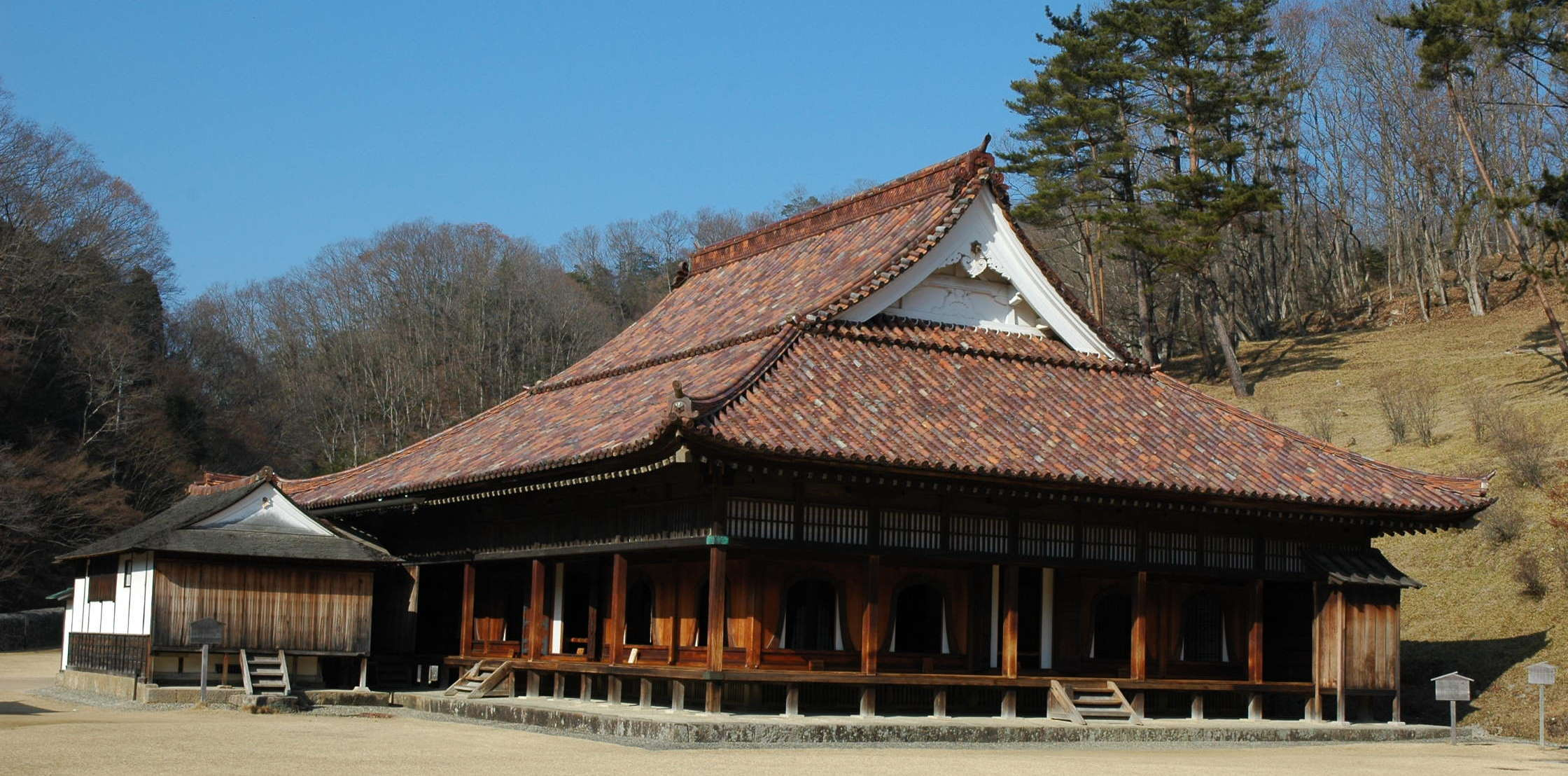
Aula der früheren Shizutani-Schule

Die letzte Unterkategorie „Sonstige Bauwerke“ (その他, sono hoka) umfasst drei Bauwerke, die keiner der vorstehenden Kategorien zugeordnet werden konnten. Es handelt sich dabei um die nördliche der beiden Nō-Bühnen im Nishi Hongan-ji, die Aula der früheren Shizutani Schule in Bizen und römisch-katholische Ōura-Kirche in Nagasaki.
Die Nō-Bühne geht auf das Jahr 1581 zurück und ist die älteste ihrer Art. Sie besteht aus einer Seitenbühne für den Chor (脇座, Wakiza), einem hinteren Teil für die Musiker (後座, Atoza) und einem Zugang zur Hauptbühne (橋掛, Hashigakari).
Die Shizutani-Schule wurde als eingeschossige Bildungseinrichtung in der Mitte der Edo-Zeit, 1701 erbaut. Es besitzt ein Walmdach in der japanischen Bauweise des irimoya-zukuri. Für den Bau wurden vornehmlich Edelhölzer verwendet, wie die Japanische Zelkove, Zeder und der Kampferbaum.
Die Ōura-Kirche wurde 1864 vom französischen Priester Bernard Petitjean errichtet, um der 26 Märtyrer von Nagasaki zu erinnern, die am 5. Februar 1597 in Nagasaki gekreuzigt wurden. Die Gebäudefront ist auf den Ort der Kreuzigung, die Nishizaka Anhöhe ausgerichtet. Sie ist in gotischer Bauweise ausgeführt und gilt als älteste erhaltene Holzkirche Japans.

### Historische Dokumente

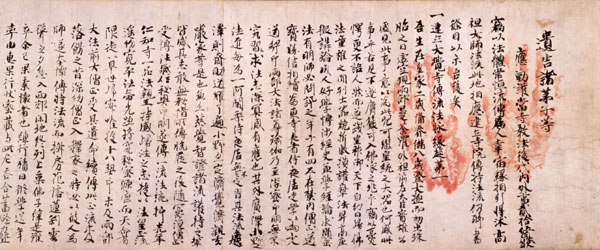
Testament des Go-Uda-Tennō mit Handabdrücken

Wertvolle Dokumente der japanischen Geschichte sind der Kategorie „Komonjo“ (古文書) zugeordnet. Die Kategorie umfasst 60 Dokumente vom Brief über Tagebücher bis hin zu Akteneinträgen. Bei einem Nationalschatz handelt es sich um eine Karte aus Leinen, bei einem anderen um eine Inschrift in einen Stein. Bei allen anderen Dokumenten handelt es sich um mit dem Pinsel geschriebene Schriftstücke, die vielfach bedeutende Beispiele früher Kalligrafie darstellen. Die Schriftstücke entstammen der Zeit vom 7. bis 19. Jahrhundert. Etwa die Hälfte der Nationalschätze dieser Kategorie befindet sich in Kyōto.

### Archäologische Materialien

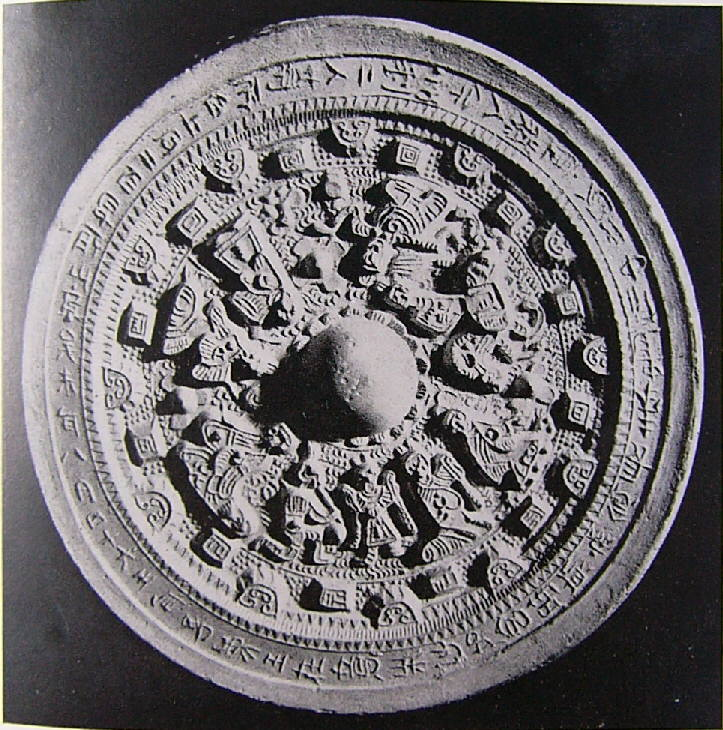
Spiegel im Suda Hachiman Schrein

Mit 44 Nationalschätzen beinhaltet die Kategorie „Archäologische Materialien“ (考古資料, Kōkoshiryō) einige der ältesten Stücke des japanischen Kulturbesitzes. Bei vielen dieser Objekte handelt es sich um Grabbeigaben oder Opfergaben zur Gründung eines Tempels, die infolgedessen aus Gräbern, Grabhügeln (Kofun), Sutren-Hügeln (経塚, Kyōzuka) oder anderen archäologischen Grabungsstätten stammen. Die ältesten Stücke sind flammenförmige Tonware und Dogū-Figuren aus der Jōmon-Zeit. Darüber hinaus gehören Bronzespiegel, Glöckchen, Geschmeide, alte Schwerter und Messer zu den Nationalschätzen dieser Kategorie. Das jüngste Fundstück ist eine hexagonale Steinstele, die auf die Nanboku-chō Periode, 1361, zurückgeht. Der größte Teil dieser archäologischen Materialien wird in Museen aufbewahrt. Sechs davon im Nationalmuseum Tokio.

### Kunsthandwerk
252 Nationalschätze sind als „Kunsthandwerk“ (工芸品, Kōgeihin) kategorisiert, davon 122 in der Unterkategorie Schwert.
Schwerter

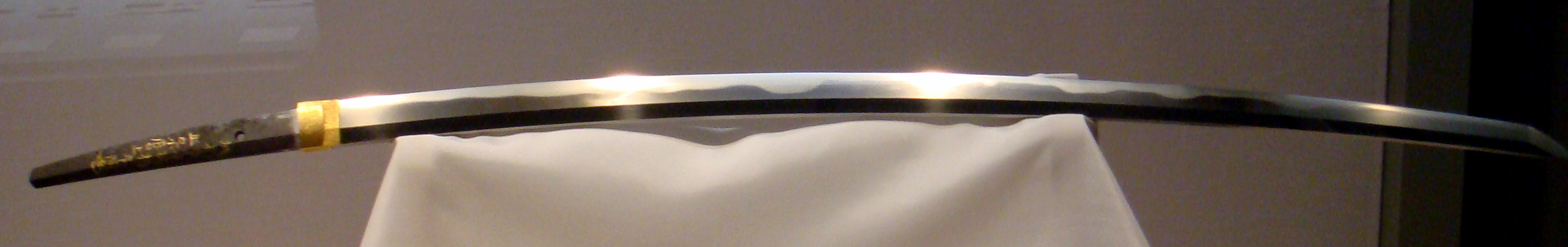
Katana mit goldener Einlegearbeit aus der Schwertschmiede Masamune

Gegenwärtig gehören 110 Schwerter und zwölf Schwertständer zu dieser Unterkategorie. Das älteste Schwert entstammt der Asuka-Zeit (7. Jahrhundert). 86 Nationalschätze dieser Unterkategorie stammen aus der Kamakura-Zeit; die jüngsten Schwerter aus der Muromachi-Zeit.
Anderes Kunsthandwerk

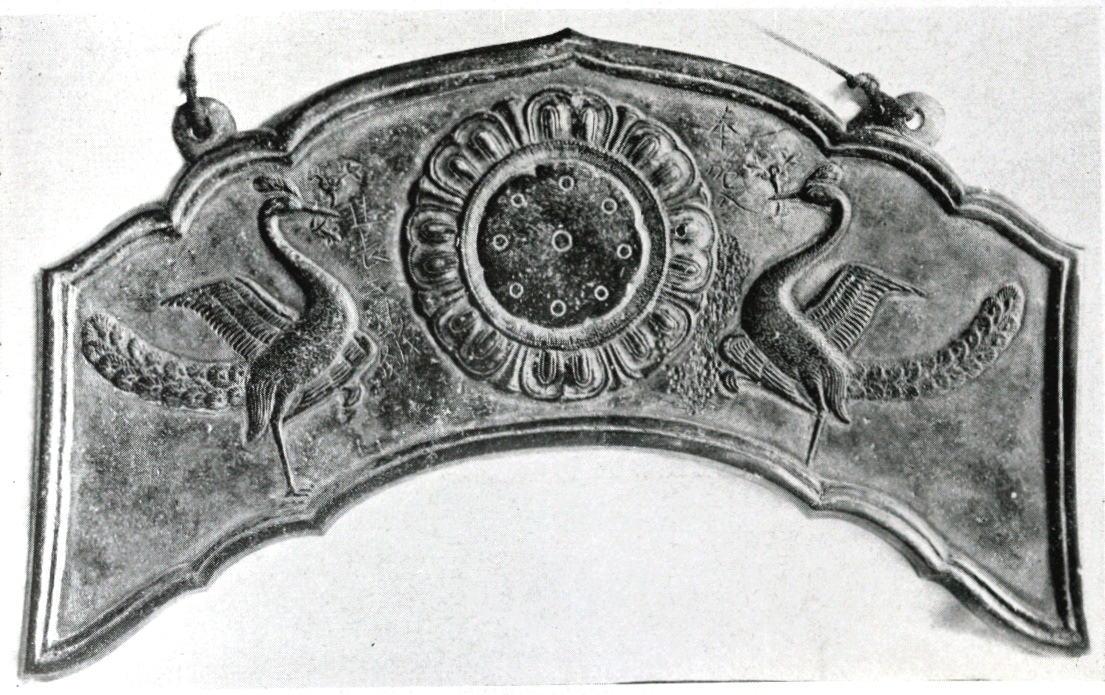
Buddhistischer Gong mit Pfauenrelief

Diese Unterkategorie umfasst Töpferwaren aus Japan, China und Korea, Metallarbeiten wie bronzene Spiegel und buddhistische Zeremoniengegenstände, sowie Lackwaren wie Kästchen, Möbel und Geschirre, Mikoshi, Textilien und Rüstungen. Die Nationalschätze, die bis ins 7. Jahrhundert zurückreichen, befinden sich in buddhistischen Tempeln, Shinto Schreinen und Museen. Zu dieser Kategorie gehören auch sakrale Schätze, die den Schreinen: Asuka-Schrein, dem Kasuga-Taisha und dem Kumano Hayatama-Taisha von Verehrern dargeboten wurden. Die Gaben, bestehend aus Bekleidung, Haushaltsgegenständen usw. waren den Gottheiten der Schreine zugedacht.

### Historische Materialien

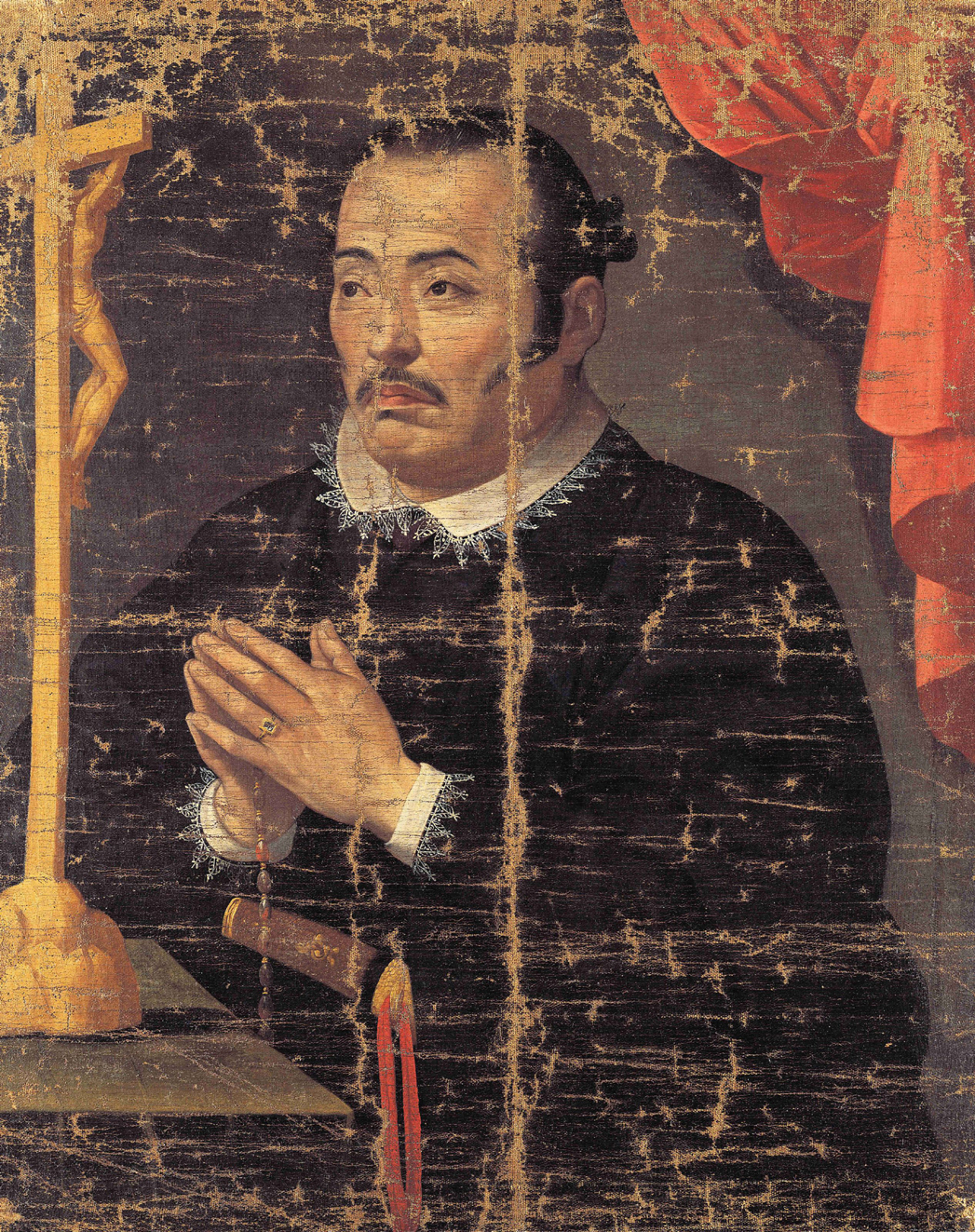
Hasekura Tsunenaga betend

Drei Nationalschätze mit einer Vielzahl von Einzelstücken sind als „historische Materialien“ (歴史資料, Rekishi shiryō) katalogisiert. Das erste Ensemble umfasst 1251 Einzelstücke zur Shō Familie, die zwischen dem 15. und 19. Jahrhundert über das Königreich Ryūkyū auf den Ryūkyū-Inseln herrschte. Die ernannten Einzelstücke sind zeitlich in das zweite Herrschergeschlecht der Shō (16. bis 19. Jahrhundert) einzuordnen und sie werden im historischen Museum in Naha aufbewahrt. Zu dieser Gruppe von Einzelstücken gehören 1166 Dokumente und Aufzeichnungen, darunter Baupläne und Listen von Beigaben zur Beerdigung. Bei 85 dieser Einzelstücke handelt es sich um Kleidungs- und Möbelstücke.
Das zweite Ensemble von Einzelstücken umfasst Gemälde, Dokumente, Zeremoniengegenständen, Geschirre und Kleidung, die Hasekura Tsunenaga von seiner Handelsmission (1613–1620) aus Europa mitbrachte. Augesandt von Date Masamune, dem Daimyō der Tōhoku-Region reiste Hasekura über Mexiko und Madrid nach Rom und zurück nach Japan. Im Museum in Sendai befindet sich eine Gruppe von 47 Einzelstücken, darunter ein Dokument über die römische Staatsangehörigkeit von 1615, ein Bildnis Papst Paul V. und ein Bild des betenden Hasekura, nachdem er in Madrid konvertiert war. Weiterhin gehören 19 religiöse Gemälde, Abbildungen von Heiligen, Rosenkränze, ein Kreuz, Medaillen sowie 25 Geschirr- und Bekleidungsstücke, wie Priestergewänder, ein indonesischer Kris und ein Dolch aus Sri Lanka zu dieser kleinen Auswahl von Nationalschätzen, die sich in Sendai befinden.
Zum dritten Ensemble gehören 2345 Stücke aus der Edo-Zeit rund um den Landvermesser und Kartographen Inō Tadataka. Diese Nationalschätze befinden sich in der Obhut des Inō Tadataka Museums in Katori in der Präfektur Chiba. Im Einzelnen handelt es sich um 787 Landkarten und Zeichnungen, 569 Dokumente und Aufzeichnungen, 398 Briefe, 528 Bücher und 63 Geräte, wie Vermessungsinstrumente.

### Gemälde

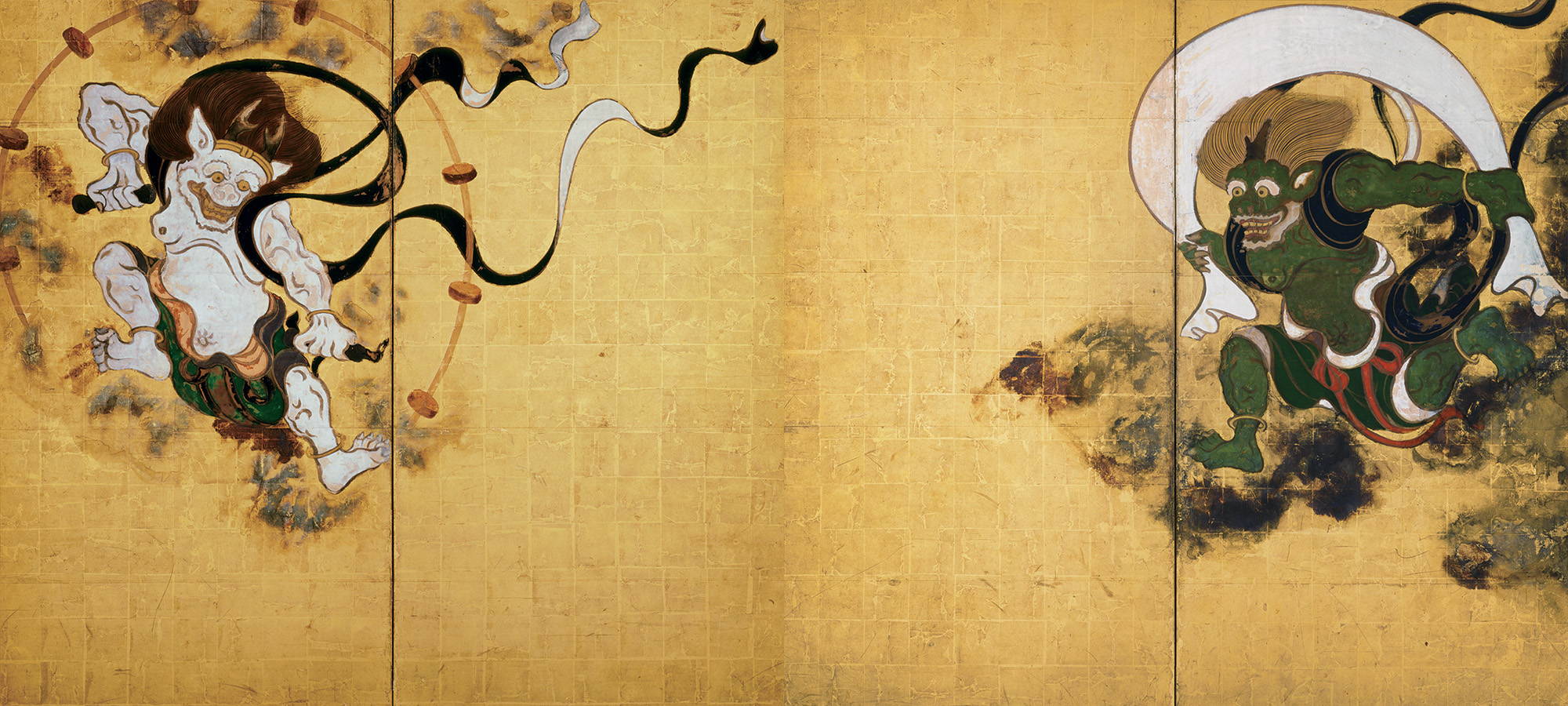
Wind- und Donnergott, Gemälde von Tawaraya Sōtatsu auf einem Wandschirm

In dieser Kategorie (絵画, Kaiga) sind 158 japanische und chinesische Gemälde von der Nara-Zeit bis zur frühen Moderne des 19. Jahrhunderts verzeichnet. Die Gemälde zeigen buddhistische Motive, Landschaften, Porträts und Szenen am Hofe. Für die Gemälde wurden unterschiedliche Materialien verwendet: bei 90 Nationalschätzen handelt es sich um hängende Rollbilder (Kakemono), bei 38 um Emakimono, um 20 Wandschirme bzw. bemalte Fusuma und drei Alben. Viele dieser Nationalschätze befinden sich in Museen, wie dem Nationalmuseum Tokio, dem Nationalmuseum Kyōto und dem Nationalmuseum Nara. Mit 50 Gemälden besitzt Kyōto die meisten dieser Nationalschätze, gefolgt von Tokio mit 45 Objekten.

### Skulpturen

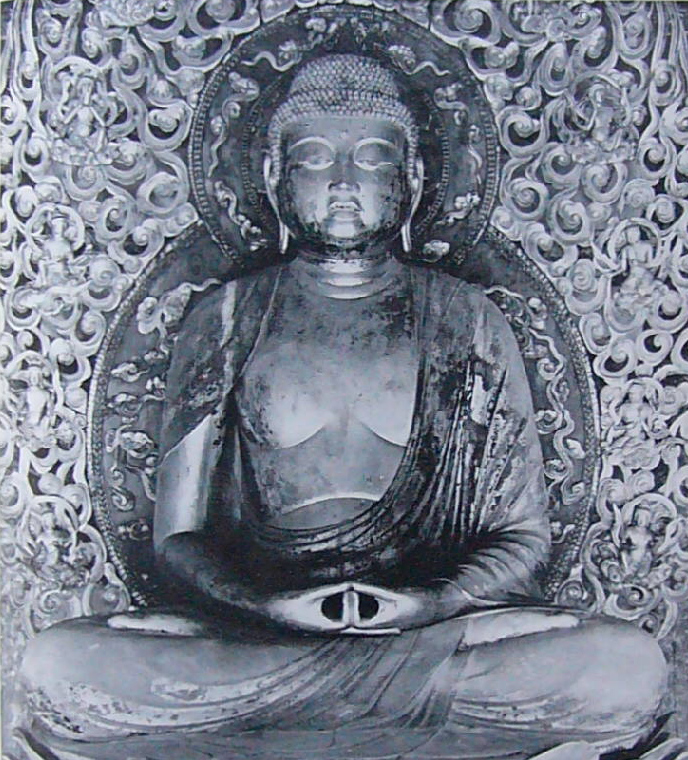
Amitabha in der Phoenix-Halle des Byōdō-in, einziges erhaltenes Werk von Jōchō

Skulpturen shintoistischer und buddhistischer Gottheiten oder von Geistlichen, die als Gründer eines Tempels verehrt werden, sind in der Kategorie „Skulpturen“ (彫刻, Chōkoku) aufgeführt. Von den 126 Skulpturen, die zeitlich von der Asuka-Zeit (7. Jahrhundert) bis zur Kamakura-Zeit (13. Jahrhundert) eingeordnet werden, sind 94 aus Holz, elf aus Bronze, elf aus Lack und sieben aus Ton gefertigt. Beim steinernen Buddha in Usuki handelt es sich um ein Skulpturenensemble. Die Größe der Skulpturen reicht von 10 cm bis zu 13 m. Eine Ausnahme bildet mit 15 m die große Buddhastatue in Kamakura.
70 dieser 126 Nationalschätze befinden sich in der Präfektur Nara, 37 in der Präfektur Kyōto. Bis auf wenige Ausnahmen beherbergen buddhistische Tempel die Skulpturen, davon alleine die beiden Tempel Hōryū-ji und Kōfuku-ji je 17 Stück. Je ein weiterer Nationalschatz befindet sich im Kunstmuseum Ōkura Shūkokan (大倉集古館) in Tokio, im Nationalmuseum Nara und im Yoshino Mikumari Schrein in Yoshino (Nara). Das Skulpturenensemble, das vier shintoistische Gottheiten darstellen, steht im Kumano Hayatama-Taisha.

### Schriftstücke/Dokumente

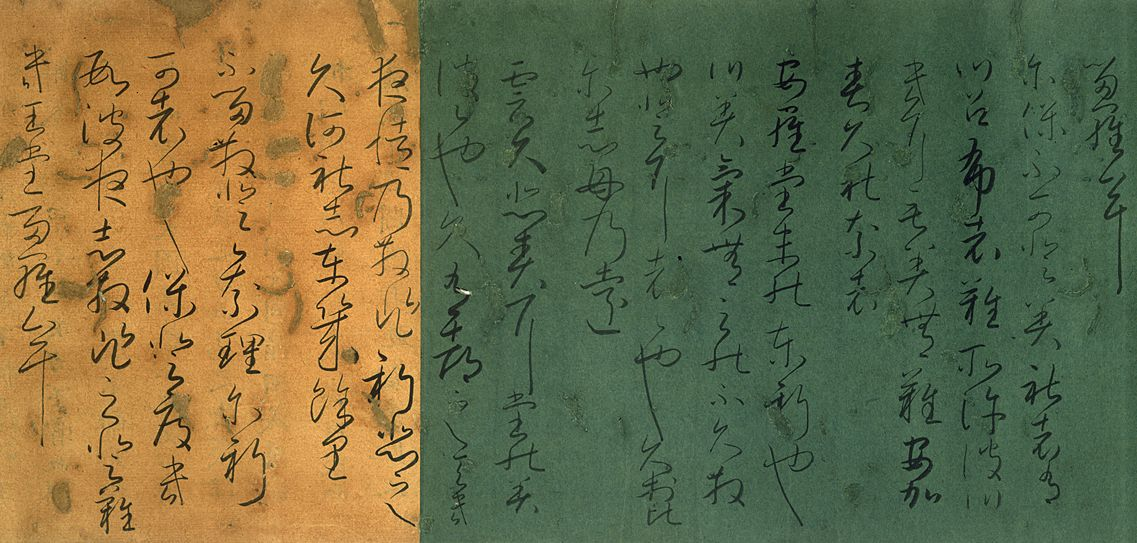
Akihagi-jō – Ono no Michikaze zugeschrieben

Schriftsprachliche Nationalschätze, wie Transkription von Sutren, Poesie, Geschichtswerk und Fachbücher gehören zur Kategorie „Schriftstücke“ (書跡・典籍, Shoseki Tenseki). Diese 223 Nationalschätze entstanden überwiegend in der zeit vom japanischen Altertum bis zum Mittelalter (Muromachi-Zeit). Die meisten Dokumente sind mit Pinsel auf Papier geschrieben und wertvolle Beispiele meisterhafter Kalligrafie.

## Maßnahmen zum Erhalt und zur Nutzung

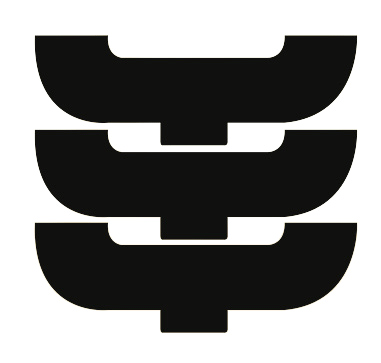
Das Signet, das den Schutz von Kulturgütern anzeigt, schematische Form eines „Tokyō“ (斗栱), eines japanischen Gebälks. Es symbolisiert durch seine Dreiteilung Vergangenheit, Gegenwart und Zukunft und damit zeitliche Kontinuität.

Das „Gesetz zum Schutz von Kulturgütern“ (1950) legte Maßnahmen fest, um den Erhalt und die Nutzung von Nationalschätzen sicherzustellen. Diese unmittelbaren Maßnahmen werden ergänzt durch indirekte Bemühungen um den Schutz der Umgebung (bei baulichen Nationalschätzen) bzw. durch Bemühungen um die notwendigen Techniken für die Restaurierungsarbeiten.
Der Besitzer oder Manager eines Nationalschatzes ist verantwortlich für die Verwaltung und Restaurierung. Sollte ein Kulturbesitz verloren gehen, zerstört, beschädigt, verändert, verlegt werden oder den Besitzer wechseln, so sind sie verpflichtet dies dem Amt für kulturelle Angelegenheiten mitzuteilen. Veränderungen erfordern eine Erlaubnis und das Amt ist daher 30 Tage bevor Reparaturen durchgeführt werden zu informieren (§ 43). Wenn gefordert muss der Besitzer Informationen zur Verfügung stellen und den Leiter des Amtes über den Zustand des Kulturbesitzes in Kenntnis setzen (§ 54). Wurde ein Nationalschatz beschädigt, hat der Leiter des Amtes für kulturelle Angelegenheiten das Recht vom Besitzer oder Verwalter die Reparatur des Kulturbesitzes einzufordern. Leistet der Besitzer dieser Aufforderung nicht folge, dann kann der Leiter des Amtes die Reparaturen ausführen. Wird ein Nationalschatz verkauft, bleibt der Regierung das Vorkaufsrecht vorbehalten (§ 46). Im Allgemeinen ist die Verbringung von Nationalschätzen eingeschränkt und die Ausfuhr aus Japan verboten.

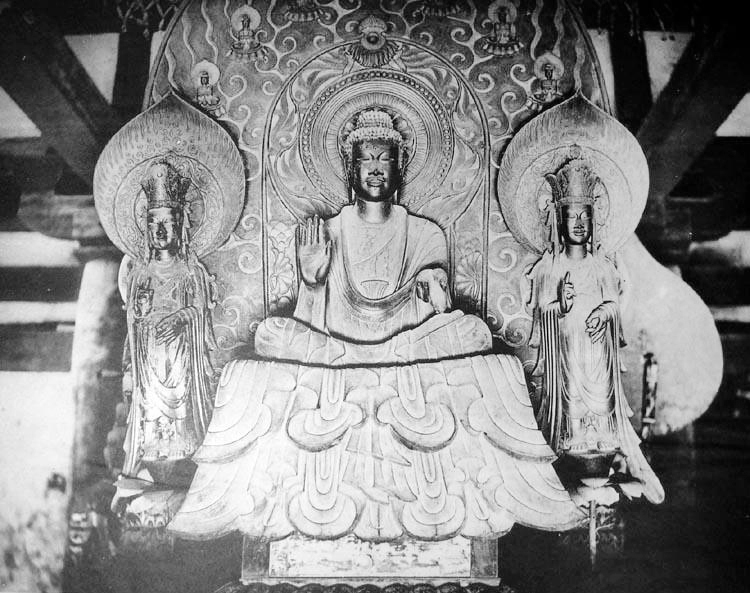
Shakyamuni Ensemble im Hōryū-ji – Trinität von Tori Busshi

Wenn einem Kulturbesitz staatliche Unterstützung gewährt wird, hat der Leiter des Amtes für kulturelle Angelegenheiten das Recht den Zugang für die Öffentlichkeit bzw. die Verleihung an ein Museum zu empfehlen oder vorzuschreiben (§ 51). Dieses Erfordernis, dass private Eigentümer den Zugang zum Kulturgut ermöglichen oder Rechte abtreten müssen, war ein Grund dafür, dass Besitz für den das Kaiserliches Hofamt zuständig ist, mit Ausnahme des Shōsōin, nicht zum Nationalschatz erklärt wurde. Das kaiserliche Hofamt ist der Auffassung, dass der kaiserliche Besitz ausreichend geschützt ist und daher keines zusätzlichen Schutzes durch das „Gesetz zum Schutz von Kulturgütern“ benötigt.
Schutzmaßnahmen sind nicht nur auf die Pflichten der Eigentümer beschränkt. Neben dem Ansehen, das mit der Ernennung zum Nationalschatz einhergeht, profitieren die Besitzer auch von Vorteilen wie der Befreiung von Kommunalsteuern, einschließlich der Besteuerung des Betriebsvermögens und der Vermögenssteuer sowie der Minderung von Steuern für die Übertragung von Immobilien.

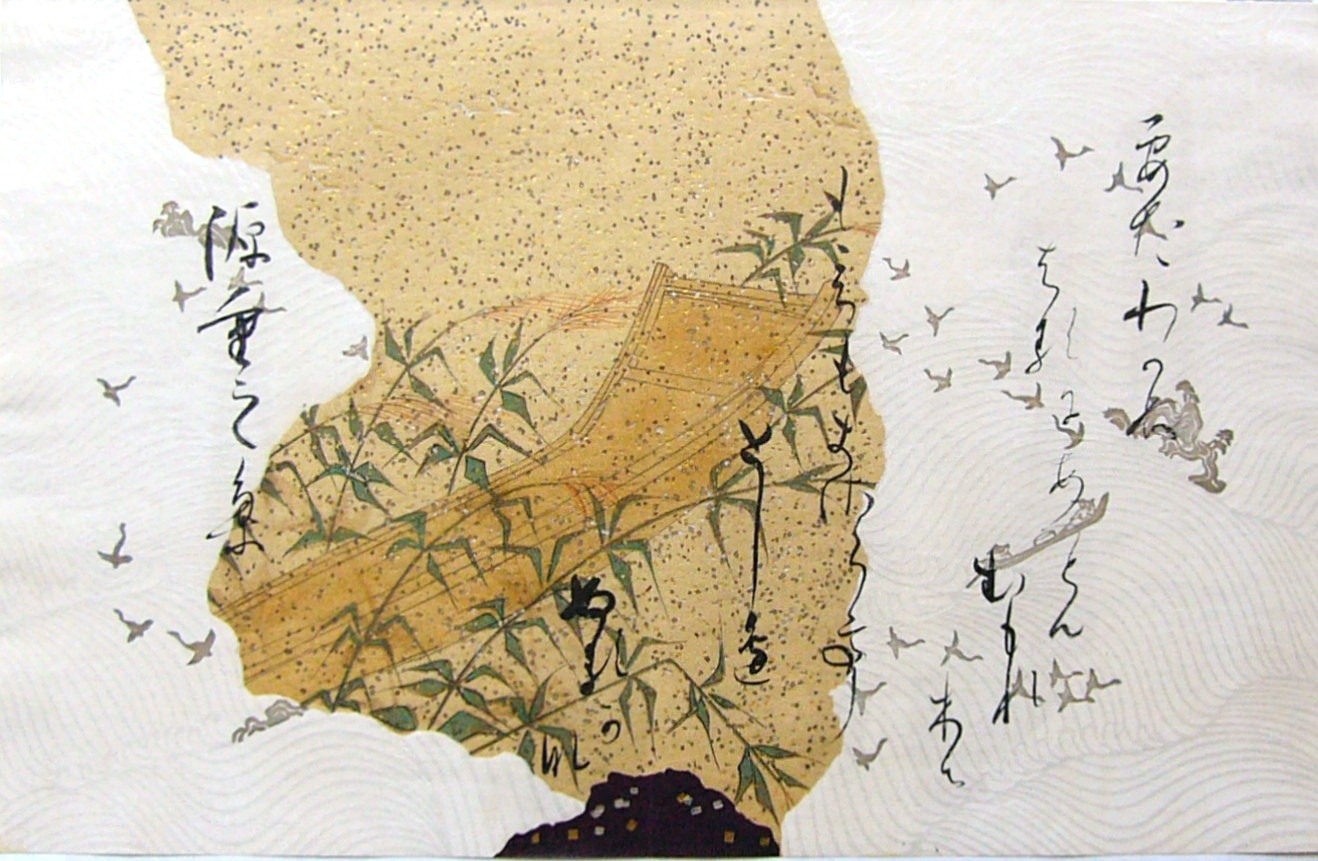
Sammlung von 36 Gedichten Go-Naras

Das Amt für kulturelle Angelegenheiten bietet Besitzern und Verwaltern zudem Hilfestellung bei der Verwaltung, Restaurierung und öffentlichen Ausstellung der Nationalschätze. Es kann ein Verwalter für einen Nationalschatz benannt werden, üblicherweise ein örtliches Gremium, wenn folgende Bedingungen gegeben sind: der Besitzer kann nicht ausfindig gemacht werden, das Kulturgut ist beschädigt oder nicht ausreichend geschützt oder wenn das Kulturgut der Öffentlichkeit nicht zugänglich ist.
Die Regierung stellt auch Zuschüsse für Reparaturen, Wartung und den Bau von Brandschutz- und anderen Katastrophenschutz-Einrichtungen zur Verfügung.
Förderungen stehen Gemeinden für den Erwerb von Grundstücken oder Bauwerken, die Kulturbesitz sind, zur Verfügung. Im Finanzjahr 2009 betrug der Etat, der dem Amt für kulturelle Angelegenheiten für den Erhalt von Nationalschätzen und dem Schutz wichtiger Kulturgüter zugeteilt wurde 12 Mio. Yen, das entspricht 11,8 % des Gesamtetats.

## Kennzahlen
Das Amt für kulturelle Angelegenheiten veröffentlicht die Liste der Nationalschätze und anderer japanischer Kulturgegenstände in der Datenbank für Nationalen Kulturbesitz. Am 1. Juli 2010 beinhaltete die Datenbank 866 Nationalschätze in der Hauptkategorie: Kunst und Kunsthandwerk und 216 in der Hauptkategorie: Bauwerk und Gebäude.
Etwa 89 % der baulichen Nationalschätze sind religiöse Bauwerke. Wohnsitze/Residenzen machen 8 % der Gebäude aus; zu den verbleibenden 3 % gehören Burgen und sonstige Bauwerke. Mehr als 90 % der Gebäude sind aus Holz errichtet und 13 % der Gebäude befinden sich in Privatbesitz.
Etwa ein Drittel der Nationalschätze in den beiden Kategorien „Kunsthandwerk“ und „Gemälde“ sind schriftsprachliche Kulturgüter, wie Dokumente, Briefe oder Bücher. Die Kategorien „Schwerter“, „Gemälde“, „Skulpturen“ und „Anderes Kunsthandwerk“ umfassen je 15 % der Nationalschätze.

### Geografische Verbreitung
|  |  |

| Verteilung der Nationalschätze in der Hauptkategorie: Kunst und Kunsthandwerk nach Präfekturen | Verteilung der Nationalschätze in der Hauptkategorie: Bauwerke und Gebäude nach Präfekturen |

Die geografische Verteilung der Nationalschätze in Japan ist sehr inhomogen. In abgelegeneren Landesteilen, wie Hokkaidō und Kyūshū finden sich nur wenige Nationalschätze, in den beiden Präfekturen Miyazaki und Tokushima gar keine.
In vier Präfekturen der Kansai-Region befinden sich jeweils mehr als 10 Nationalschätze der Kategorie Bauwerke und Gebäude: 11 in der Präfektur Hyōgo, 48 in der Präfektur Kyōto, 64 in der Präfektur Nara und 22 in der Präfektur Shiga. Zusammengenommen verfügen sie damit über 145 oder 67,5 % der Baudenkmäler. Alleine 90 Baudenkmäler stehen an lediglich drei Orten: in Kyōto, Hauptstadt und Kaisersitz für mehr als 1000 Jahre, im Tempel Hōryū-ji, der ca. 600 von Prinz Shōtoku gegründet wurde und in Nara, Hauptstadt Japans von 710 bis 784.
Die Nationalschätze der zweiten Kategorie, Kunst und Kunsthandwerk, sind geografisch ähnlich verteilt, wie die Baudenkmäler: die größte Zahl befindet sich in der Kansai-Region und hier 481 oder 55,5 % der Nationalschätze in den sieben Küstenregionen. Die Präfektur Tokio, in der sich lediglich zwei Baudenkmäler befinden, besitzt dafür mit 205 Kulturgütern eine ausgesprochen hohe Anzahl von kunsthandwerklichen und künstlerischen Nationalschätzen. Davon sind 87 im Nationalmuseum Tokio zu sehen.

### Alter
Von den archäologischen Nationalschätzen, die sich 4000 Jahre zurückdatieren lassen, bis zum Akasaka-Palast im frühen 20. Jahrhundert ermöglichen die Nationalschätze einen Überblick über die Geschichte der Japanischen Kunst und Architektur vom Altertum bis zur Moderne. Die Stücke jeder einzelnen Kategorie der Nationalschätze mögen nicht einen ganzen Zeitabschnitt repräsentieren, vielmehr stehen sie für bestimmte Momente, die geprägt sind von geschichtlichen Ereignissen, und sie stehen so exemplarisch für typische Kunstfertigkeiten oder einen Architekturstil jenes Zeitabschnitts.
Die Nationalschätze in der Unterkategorie „Tempel“ entstammen der Zeit des späten 7. Jahrhunderts, also 150 Jahre nachdem der Buddhismus nach Japan kam (6. Jahrhundert), und sie reichen bis ins späte 19. Jahrhundert, dem Ende der Edo-Zeit und dem Beginn der Moderne. Die Geschichte der Shintō-Schreine in Japan ist dagegen zwar älter als die der buddhistischen Tempel, doch reichen die Schreine aufgrund des Brauches, sie in regelmäßigen Abständen zu erneuern (式年遷宮祭, Shikinen sengū-sai), nur bis ins 12. Jahrhundert zurück. Das Urbild einer japanischen Burg entstammt einem Zeitabschnitt von etwa 50 Jahren, der mit dem Bau der Burg Azuchi 1576 beginnt und der gekennzeichnet ist durch eine Veränderung der Funktion und des Stils von Burgen. Dieser Zeitabschnitt endete 1620, als das Tokugawa-Shogunat 1615 über den Toyotomi-Klan obsiegte und in der Folge den Bau neuer Burgen untersagte.
Die frühesten Hinweise auf Zivilisation in Japan reichen zurück in die Jōmon-Zeit, von ca. 10.000 v. Chr. bis 300 v. Chr. Terrakotta-Figuren (Dogū) und einige der weltweit ältesten Keramikfunde, die in Nordjapan entdeckt wurden, sind als älteste Nationalschätze in der Kategorie „archäologische Materialien“ zu finden. Einige der jüngste Stücke in dieser Kategorie sind Objekte aus Sutren-Hügeln (経塚, Kyōzuka) der Kamakura-Zeit.
Das Alter der Nationalschätze in den Kategorien „Kunsthandwerk“, „Schriftstücke/Dokumente“ und „Skulpturen“ steht direkt mit der Einführung des Buddhismus nach Japan, 552, in Verbindung. Einige der ältesten Nationalschätze dieser Kategorien wurden unmittelbar von China und Korea nach Japan gebracht. Japanische Skulpturen, die hauptsächlich religiösen Charakter besaßen, verfielen nach der Kamakura-Zeit, weshalb es in der Kategorie „Skulpturen“ keine Nationalschätze gibt, die jünger als die Kamakura-Zeit sind.